# 金棉乡
金棉乡，是中华人民共和国云南省丽江市宁蒗彝族自治县下辖的一个乡镇级行政单位。

## 行政区划
金棉乡下辖以下地区：
金棉村、拖脚村、红星村和龙通村。